# Allanton, North Lanarkshire
Allanton är en by i North Lanarkshire i Skottland. Byn är belägen 44,7 km 
från Edinburgh. Orten har 1 150 invånare (2016).